# Visszatérés a Kísértet-hegyre
A Visszatérés a Kísértet-hegyre (eredeti cím: Return to House on Haunted Hill) 2007-ben bemutatott amerikai horrorfilm, melyet William Massa forgatókönyvéből Víctor García rendezett.
A film az 1999-es Ház a Kísértet-hegyen folytatása, új szereplőgárdával. A főbb szerepekben Amanda Righetti, Tom Riley, Cerina Vincent és Erik Palladino látható. 
A Visszatérés a Kísértet-hegyre 2007. október 16-án jelent meg, kizárólag DVD-n. A film megjelenését negatív kritikai visszhang övezte, emiatt nem valósult meg a tervezett folytatása sem.

## Rövid történet
Az előző rész főszereplőjének húga – testvéréhez hasonlóan – kénytelen ellátogatni abba az elhagyatott és gonosz természetfeletti erők által uralt elmegyógyintézetbe, amely egy rejtélyes szobrot rejt.

## Cselekmény
Ariel Wolfe a nyolc évvel korábban az akkor még magánkézben lévő, azóta ismét elhagyatottá vált Vannacutt Elmegyógyintézetbe ellátogató és az ottani borzalmas eseményeket túlélő Sara Wolfe húga. Az 1930-as években az intézményt a szadista Dr. Richard B. Vannacutt vezette. Sara állítása szerint a nyolc évvel ezelőtti parti vendégeit az egykori páciensek szellemei mészárolták le. A nő később rejtélyes körülmények közt öngyilkos lesz.
Arielt és barátját, Pault a műkereskedő Desmond Niles fegyveres zsoldosaival elraboltatja. Ariel megtudja, hogy nővérével valójában Desmond végzett. A férfi fel akarja használni a lányt Baphomet bálványának felkutatásában, mely az intézmény falai közt található. Az épületben találkoznak a szintén a műkincset kereső Dr. Richard Hammer professzorral, valamint annak két asszisztensével, Kyle-lal és Michelle-lel (aki titokban együtt dolgozik szeretőjével, Desmonddal). Ariel elmagyarázza, hogy az épületben működő mechanikus zárszerkezetet úgy állították be, hogy tizenkét órán át senki ne tudjon kijutni onnan. Desmond csatlósaival egymás után végeznek az ápoltak szellemei. Egy kísértet Arielnek is megmutatja, milyen rémtetteket követett el annak idején Dr. Vannacutt. Az orvost az ereklye kergette őrületbe és késztette arra, hogy elmebeteg páciensein végezzen hátborzongató kísérleteket. A páciensek később fellázadtak Vannacutt ellen, mely a szanatórium leégéséhez vezetett. Az előző filmben a szellemek által elkövetett gyilkosságokat is az ereklye befolyása okozta.
Bár letelt a tizenkét óra, a ház ismét bezárul. Arielnek sikerül időben kiszöknie, azonban felfedezi, hogy Paul az ő keresésére indult az épületben, ezért visszatér. Abban a hitben, hogy Michelle őt is elárulta, Desmond végezni akar a nővel, de az elmenekül, azonban Vannacutt nemsokára megöli. Egy kísértet megmutatja Arielnek, hogy az ereklye az elmegyógyintézet pincéjében található krematóriumban van. 
Ariel, Paul és Dr. Hammer leereszkedik a krematóriumba és felfedezi a ház eleven húsból álló "szívét". Megtalálják a szobrot, de az elpusztíthatatlannak bizonyul. Ariel rájön, ha a csatornarendszeren át eltávolítják az épületből a tárgyat, a lelkek felszabadulnak. Desmond rajtaüt a csapaton, magának követelve Baphomet szobrát, de a lelkek fogságba ejtik és saját múltbéli halálukhoz hasonlóan élve elégetik a férfit. Dr. Hammeren eluralkodik a szobor gonosz szelleme és Arielre támad. Bár Hammer magához tér, a páciensei kísérteteivel körülvéve megjelenő Vannacutt végez vele. Ariel a csatornába hajítja a szobrot. A lelkek eltűnnek, néhányuk Dr. Vannacuttra támad, felkoncolva egykori kínzójukat. Az épület szabadon engedi Arielt és Pault.
A végefőcím utáni jelenetben egy fiatal pár szeretkezni készült egy tengerparton. A nő kitapint valamit a homokban és nemsokára kiássa a baljós szobrocskát. 

## Szereplők
| Színész          | Szerep                   | Magyar hang     |
| ---------------- | ------------------------ | --------------- |
| Amanda Righetti  | Ariel Wolfe              | Pálfi Kata      |
| Cerina Vincent   | Michelle                 | Huszárik Kata   |
| Erik Palladino   | Desmond Niles            | Kaszás Gergő    |
| Tom Riley        | Paul                     | Rába Roland     |
| Andrew Lee Potts | Kyle                     | Posta Victor    |
| Jeffrey Combs    | Dr. Richard B. Vannacutt | nem szólal meg  |
| Steven Pacey     | Dr. Richard Hammer       | Bezerédi Zoltán |
| Kalita Rainford  | Harue                    |                 |
| Gil Kolirin      | Norris Boz               |                 |
| Andrew Pleavin   | Samuel                   | Zámbori Soma    |
| Chucky Venice    | Warren Jackson           | Betz István     |
| Stilyana Mitkova | Sara Wolfe szelleme      |                 |

## Fordítás
- Ez a szócikk részben vagy egészben  a   Return to House on Haunted Hill című angol Wikipédia-szócikk fordításán alapul.  Az eredeti cikk szerkesztőit annak laptörténete sorolja fel. Ez a jelzés csupán a megfogalmazás eredetét és a szerzői jogokat jelzi, nem szolgál a cikkben szereplő információk forrásmegjelöléseként.